# Bilanzeid
Bilanzeid ist eine dem Jahresabschluss beizufügende schriftliche Erklärung, in welcher die verantwortliche Person versichert, dass der Jahresabschluss unter Beachtung der Grundsätze ordnungsmäßiger Buchführung ein den tatsächlichen Verhältnissen entsprechendes Bild der Vermögens-, Finanz- und Ertragslage der Kapitalgesellschaft vermittelt oder im Anhang zusätzliche Angaben enthält, wenn besondere Umstände dazu geführt haben, dass der Jahresabschluss ein den tatsächlichen Verhältnissen entsprechendes Bild nicht vermittelt(§ 264 Abs. 2 HGB).
Der Bilanzeid wurde mit dem Gesetz zur Umsetzung der Richtlinie 2004/109/EG (Transparenzrichtlinie) mit Wirkung zum 20. Januar 2007 im deutschen Recht verankert. Vorbild für die deutsche Regelung war außerdem der US-amerikanische Sarbanes-Oxley-Act von 2002.
Der Bilanzeid soll den gesetzlichen Vertretern bestimmter Unternehmen die gesetzeskonforme Aufstellung der Abschlüsse und Lageberichte schärfer ins Bewusstsein rücken (Appell- und Warnfunktion) und die Verantwortung der Vertreter nach außen hin zum Ausdruck bringen (Zusicherungsfunktion).
Die unrichtige Wiedergabe oder Verschleierung der Verhältnisse der Kapitalgesellschaft im Jahresabschluss ist gem. § 331 Abs. 1 Nr. 1 HGB strafbar.

## Inhalt und Anwendungsbereich
Der Bilanzeid ist die bei der Unterzeichnung des Jahresabschlusses schriftliche Versicherung der gesetzlichen Vertreter einer Kapitalgesellschaft, die Inlandsemittent im Sinne des § 2 Abs. 14 des Wertpapierhandelsgesetzes und keine Kapitalgesellschaft im Sinne des § 327a HGB ist, dass der Jahresabschluss und der Lagebericht nach bestem Wissen unter Beachtung der Grundsätze ordnungsmäßiger Buchführung ein den tatsächlichen Verhältnissen entsprechendes Bild der Vermögens-, Finanz- und Ertragslage der Kapitalgesellschaft  vermittelt bzw. im Anhang Angaben für Umstände dargelegt werden, die eine Abweichung begründen und dass im Lagebericht der Geschäftsverlauf einschließlich des Geschäftsergebnisses und die Lage der Kapitalgesellschaft so dargestellt sind, dass ein den tatsächlichen Verhältnissen entsprechendes Bild vermittelt wird und dass die wesentlichen Chancen und Risiken beschrieben sind (§ 264 Abs. 2 S. 3 HGB, § 289 Abs. 1 S. 5 HGB).
Entsprechendes ist auch auf einen Konzernabschluss und -lagebericht anzuwenden (§ 297 Abs. 2 S. 4 HGB, § 315 Abs. 1 S. 6 HGB).
Ebenfalls hat ein Jahresfinanzbericht (Konzern- und Einzelabschluss und Lagebericht bei kapitalmarktorientierten Unternehmen) und ein Halbjahresfinanzbericht einen Bilanzeid zu enthalten (§ 114 Abs. 2 Nr. 3 WpHG und § 115 Abs. 2 Nr. 3 WpHG).

## Formulierung
Der DRSC hat für Deutschland, der AFRAC für Österreich entsprechende Musterformulierungen herausgegeben.

## Unterzeichnung
Der Bilanzeid ist von allen gesetzlichen Vertretern abzugeben, auch wenn diese nicht direkt mit der Abschlusserstellung betraut sind. Daher ist durch die Formulierung nach bestem Wissen im Bilanzeid auf die unterschiedlichen Wissensstände der einzelnen Vertreter Rücksicht genommen worden.

## Haftung
Eine zusätzliche Haftung ist generell zu verneinen, da die Vorstände ohnehin aufgrund gesellschaftsrechtlicher Normen für die Richtigkeit der Abschlüsse haften.

## Vergleich mit Regelungen nach IFRS
Die Übereinstimmungserklärung nach IAS 1.16 ähnelt dem Bilanzeid. Es ergeben sich aber insbesondere Unterschiede im Umfang der Erklärung (bei IFRS: kein Einbezug des Lageberichts) und in der Person der Erklärenden (bei IFRS: das Unternehmen). Daher sind bei einer entsprechenden Verpflichtung beide Erklärungen abzugeben.